# Chahwa
Chahwa è una circoscrizione rurale (rural ward) della Tanzania situata nel distretto urbano di Dodoma, regione di Dodoma. Conta una popolazione di 4 365 abitanti (censimento 2012).